# Karl Prasse

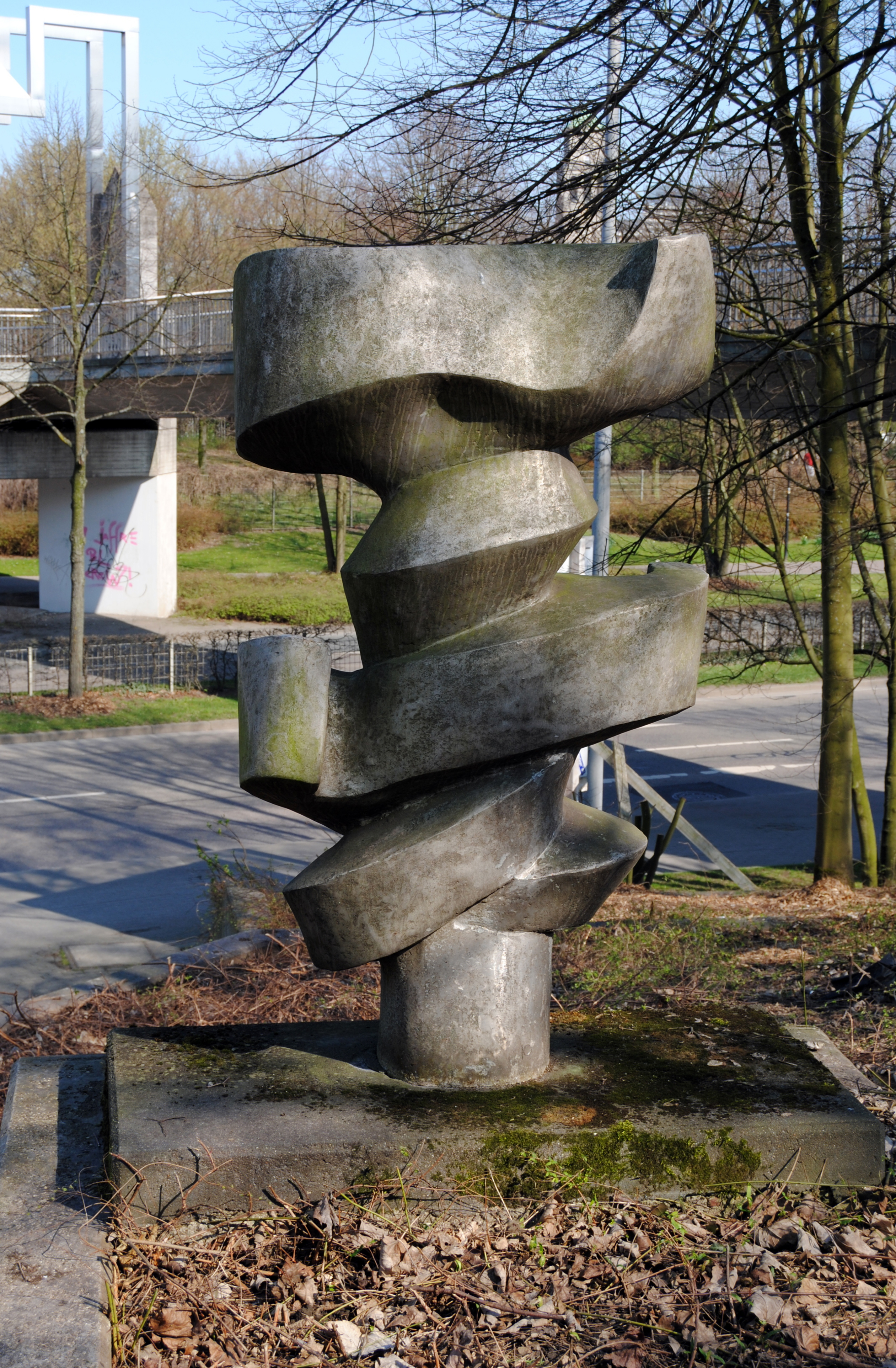
Plastik Bewegung und Gegenbewegung (1979), Mülheim an der Ruhr

Karl Prasse (* 8. Mai 1906 in Duisburg; † 31. März 1997 in Mülheim an der Ruhr) war ein deutscher Maler, Grafiker und Bildhauer.

## Leben und Werk
Nach einer Ausbildung bei dem Maler Max Schulze-Sölde studierte Karl Prasse von 1926 bis 1929 Malerei und Grafik an der Industrieschule in Duisburg. In den Jahren von 1929 bis 1931 besuchte er die Werkkunstschule Hannover. Von 1934 bis 1940 war er als Maler und Werbegrafiker freiberuflich tätig. Seine gegen Hitler gerichteten politischen Karikaturen führten zur Beschlagnahme seiner Werke. Seine künstlerischen Arbeiten galten als „entartet“.
Nach Krieg und Gefangenschaft beteiligte sich Prasse schon 1947 an der ersten Ausstellung des Bundes Duisburger Bildender Künstler. Von 1949 bis 1950 betätigte er sich als Pressezeichner. In der zweiten Hälfte der 1950er Jahre gestaltete Prasse zahlreiche Fassaden im Ruhrgebiet mit geometrisch-abstrahierenden Menschendarstellungen in Sgraffito- und Mosaik-Technik. 1957 zählte Prasse zu den Gründern der Duisburger Sezession. Seine bildhauerische Arbeit nahm er 1958 auf. Über figürliche Werke fand er seit 1960 zur biomorphen und auch reinen Abstraktion. Standen seine Arbeiten zu Beginn unter Themen wie „Innere und äußere Form“, „Vegetative Form“, „Bewegung“, „Gegenbewegung“ und anderen, wandte sich Prasse nach 1962 zusehends den schwebenden Formdurchdringungen und den dynamischen Formen zu, die eine unmittelbare Einbeziehung des Luftraums um und in die Plastik brachten. Nach der Phase bildhauerischen Gestaltens mit zahlreichen Großskulpturen im öffentlichen Raum wandte sich Prasse wieder der Zeichnung zu und entdeckte Ende der 1970er Jahre auch Collage und Objekt für sich. Wie in seinen skulpturalen Arbeiten leitete den Künstler auch hier die Spannung im Miteinander gegensätzlicher Elemente. Mitte der 1980er Jahre wurde der Kreis zum Symbol seiner letzten Schaffensperiode – gegen die Dominanz des rechten Winkels, der die Wohnungen, Häuser und Städte konstituiert, setzte er die Form, deren äußere Harmonie innere Gegensätze zu versöhnen vermag. In einer Vielzahl von Variationen lotete er den Innenraum des Kreises aus. Mit der Identität vom Kreis als Bildträger und Bild entfaltete Prasse schließlich seine Vision. Der Kreis wurde ihm in seinen letzten Lebensjahren zum Grundgedanken, seine Geschlossenheit und tendenzielle Unendlichkeit beflügelte den Reichtum im Inneren.
Prasse war Mitglied des Duisburger Künstlerbunds, der Duisburger Sezession, der Gesellschaft der Freunde Junger Kunst (Baden-Baden), des Künstlervereins Malkasten (Düsseldorf), und des Essener Forums Bildender Künstler.
Die Stadt Mülheim an der Ruhr zeichnete Prasse 1980 mit dem Ruhrpreis für Kunst und Wissenschaft aus. 2008 benannte die Stadt Duisburg eine Straße in Duisburg-Huckingen nach ihm als Karl-Prasse-Weg.

## Ausstellungen
Prasse beteiligte sich seit 1946 an zahlreichen Ausstellungen, darunter in der Kunsthalle Düsseldorf, im Kunstmuseum Duisburg, im Folkwang-Museum Essen sowie in Museen in Belgrad, Rijeka und Paris. Einzelausstellungen widmeten ihm unter anderem (zu den mit «K» gekennzeichneten Ausstellungen erschien ein Katalog):
- 1972 Städtische Sammlungen Rheinhausen
- 1976 Städtisches Museum, Mülheim an der Ruhr;K Wilhelm-Lehmbruck-Museum, Duisburg (mit Werner Kreuzhage)K
- 1983 Skulpturenmuseum Glaskasten Marl / Städtisches Museum Mülheim an der RuhrK
- 1986 Kunstverein Malkasten, Düsseldorf
- 1986 Kunstpavillon Stadt Soest
- 1991 Skulpturenmuseum Glaskasten Marl (anlässlich seines 85. Geburtstages)
- 1996 Wilhelm-Lehmbruck-Museum, Duisburg (anlässlich seines 90. Geburtstages)K
- 2006 Karl Prasse - Weltsicht und Gestalt. 100 Jahre Karl Prasse, Kunstverein WunstorfK

## Skulpturen im öffentlichen Raum
- 1960 Torso. Aluminium-Guss. Plinthe Lava-Basalt.(100 × 70 × 80 cm)Standort: Prinzeß-Luise-Str. 109, Mülheim an der Ruhr
- 1962 Umschlossene Räume. Standort: Bebelplatz, Hattingen[3]
- 1964 Schwebende Form. Kupferbleche, 3 Stahlrohre, 300 × 200 × 150 cm. Standort: Bauverwaltungsamt Stadt Marl, Marl
- 1964 Flöze. Kupfer, Blei, Stahl, 220 cm. Standort: Siedlung an der Sonnenstraße Duisburg - Walsum (zerstört und abgebaut)
- 1965 Dynamische Form. Aluminiumguss, 600 × 400 × 230 cm. Standort: Lotharstr. 65, Universität Duisburg-Essen
- 1966 Tor der jugendlichen Geborgenheit. Cortenstahl, 400 × 400 × 400 cm. Standort: Bülowstraße, Mülheim an der Ruhr (entfernt)
- 1966 Blühende Form. Aluminium-Guss, 350 cm. Standort: Schulzentrum Oberhausen-Alsfeld
- 1969 Durchdringung III. Standort: Hattingen, Im Reschop (entfernt und verschrottet[4])
- 1970 Konvex - Konkav. Edelstahl und Farbe. Standort: Salzburger Platz, Gemeinnützige Wohnungsbaugenossenschaft Duisburg-Süd
- 1975 Konstruktion. Edelstahl, 500 × 150 × 200 cm. Standort: Innsbrucker Allee 32, Gemeinnützige Wohnungsbaugenossenschaft Duisburg-Süd
- 1976 Liegender Torso. Aluminium, Stein. Standort: Seniorenheim, Scharpenberg 1 C, Mülheim an der Ruhr
- 1977 Brunnen mit fünf Echsen. Standort: Sittardsberger Allee 14, Bezirksamt Duisburg-Süd (gestohlen[5])
- 1978 Januskopf. Aluminium-Guss, 110 × 90 × 90 cm. Standort: Grundschule Böhmerstraße 10, Duisburg
- 1979 Bewegung und Gegenbewegung. Standort: Heinrich-Thöne-Volkshochschule, Bergstraße, Mülheim an der Ruhr
- 1980 Brunnenplastik. Standort: Grazer Straße 30, Gemeinnützige Wohnungsbaugenossenschaft Duisburg-Süd
- 1982 Windspiel. Stahlblech. Standort: Hauptschule, Kleiststr. 50, Mülheim an der Ruhr

## Galerie

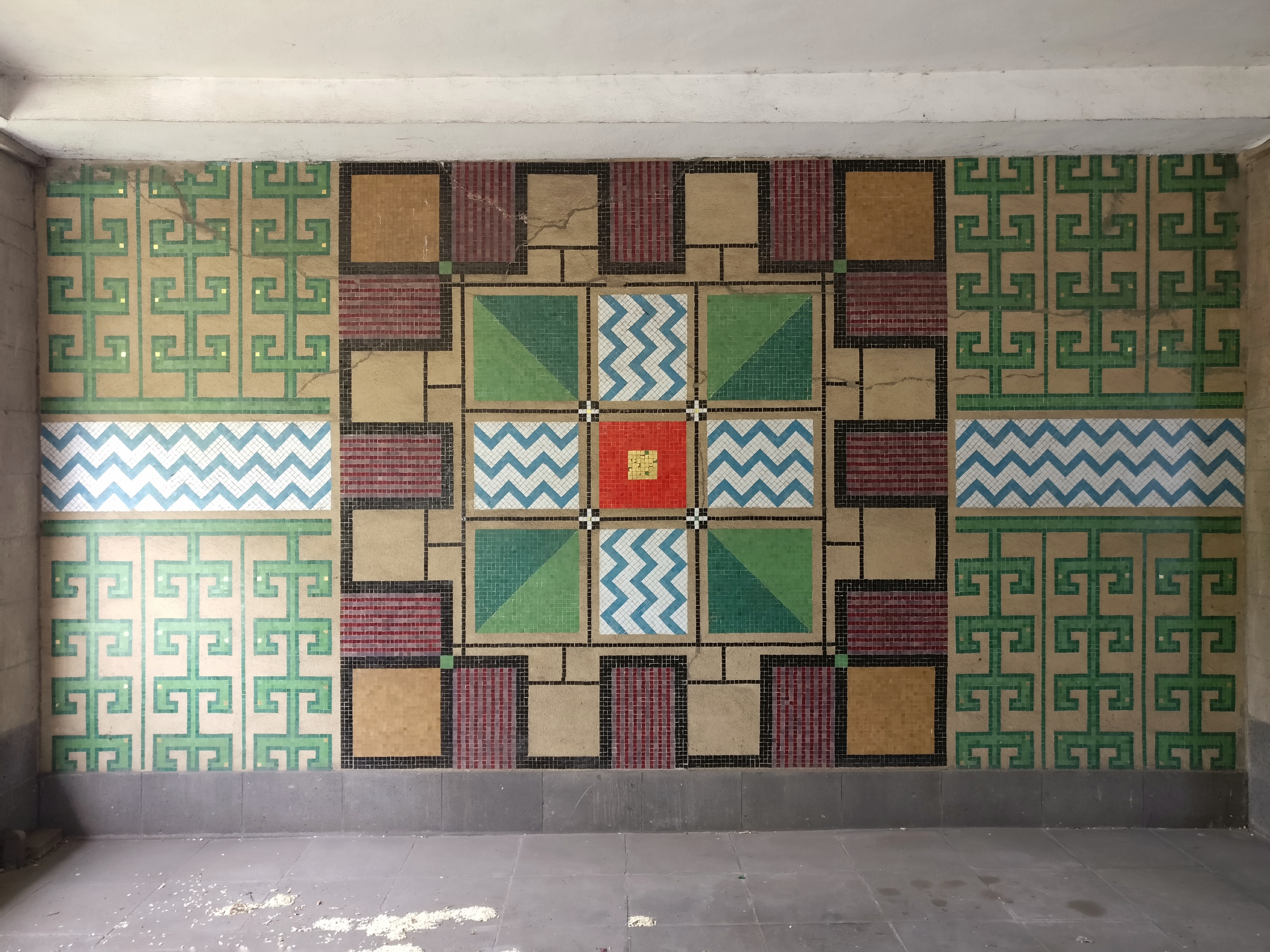
Das himmlische Jerusalem, 1955
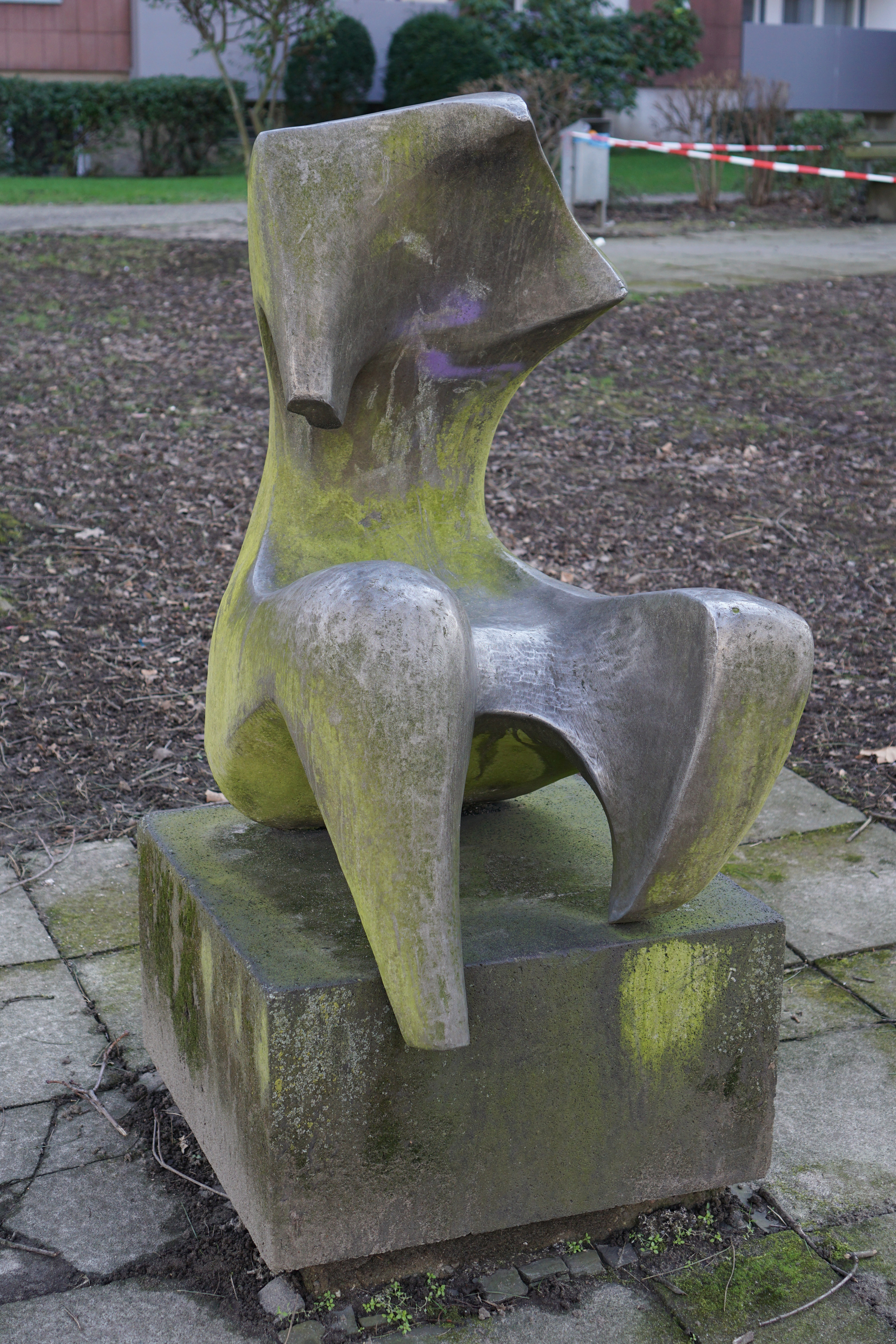
Torso, 1960
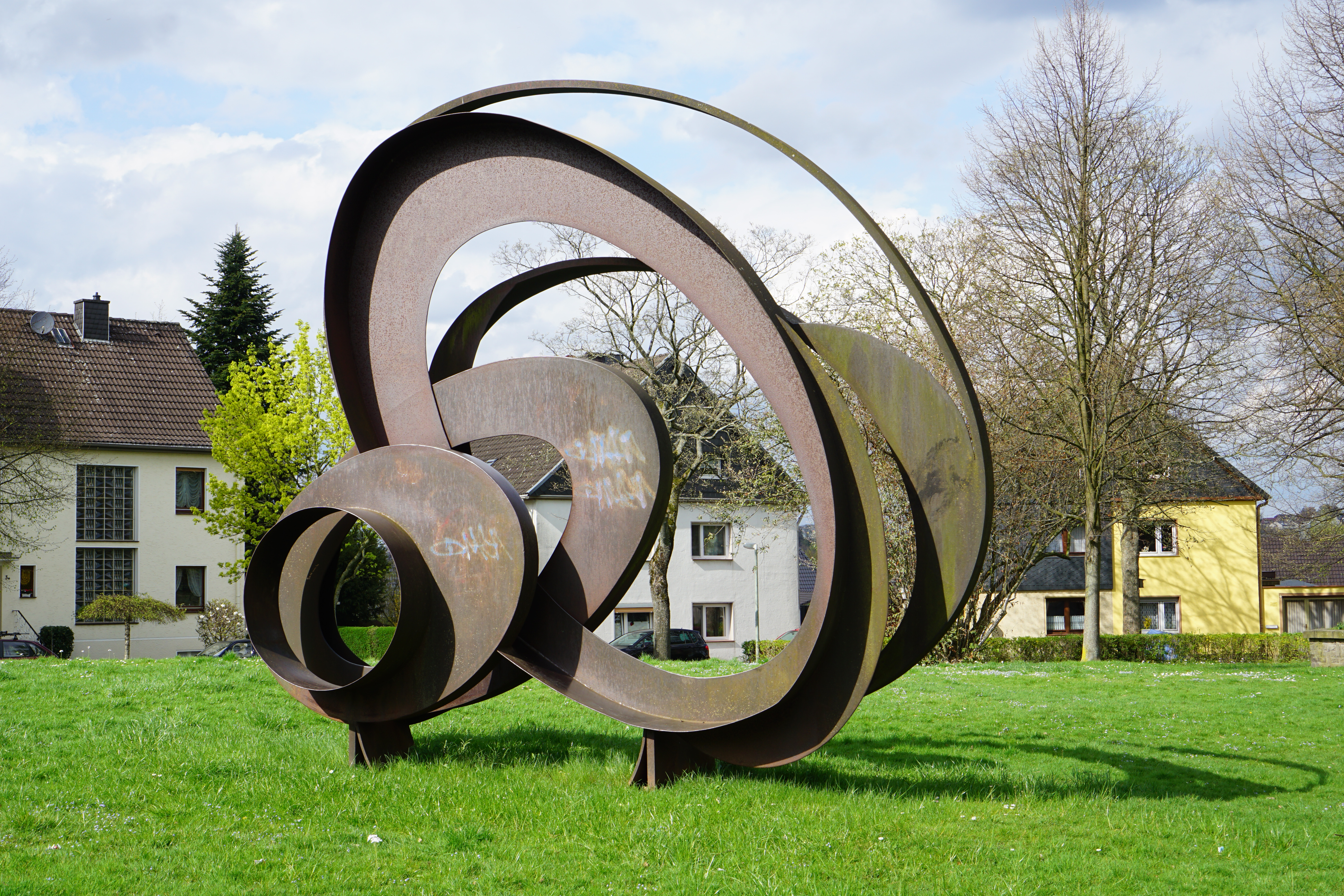
Umschlossene Räume, 1962
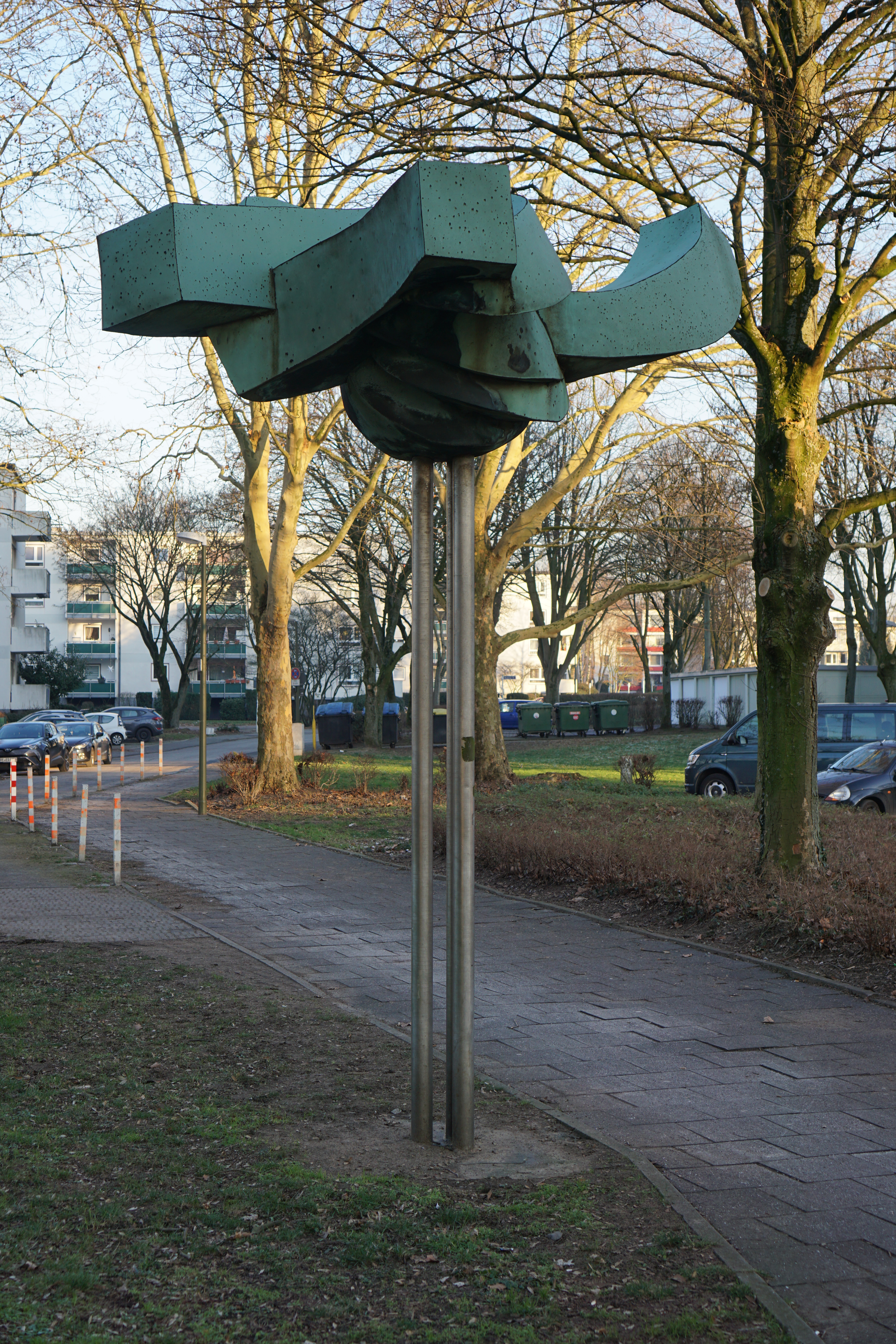
Schwebende Form, 1964
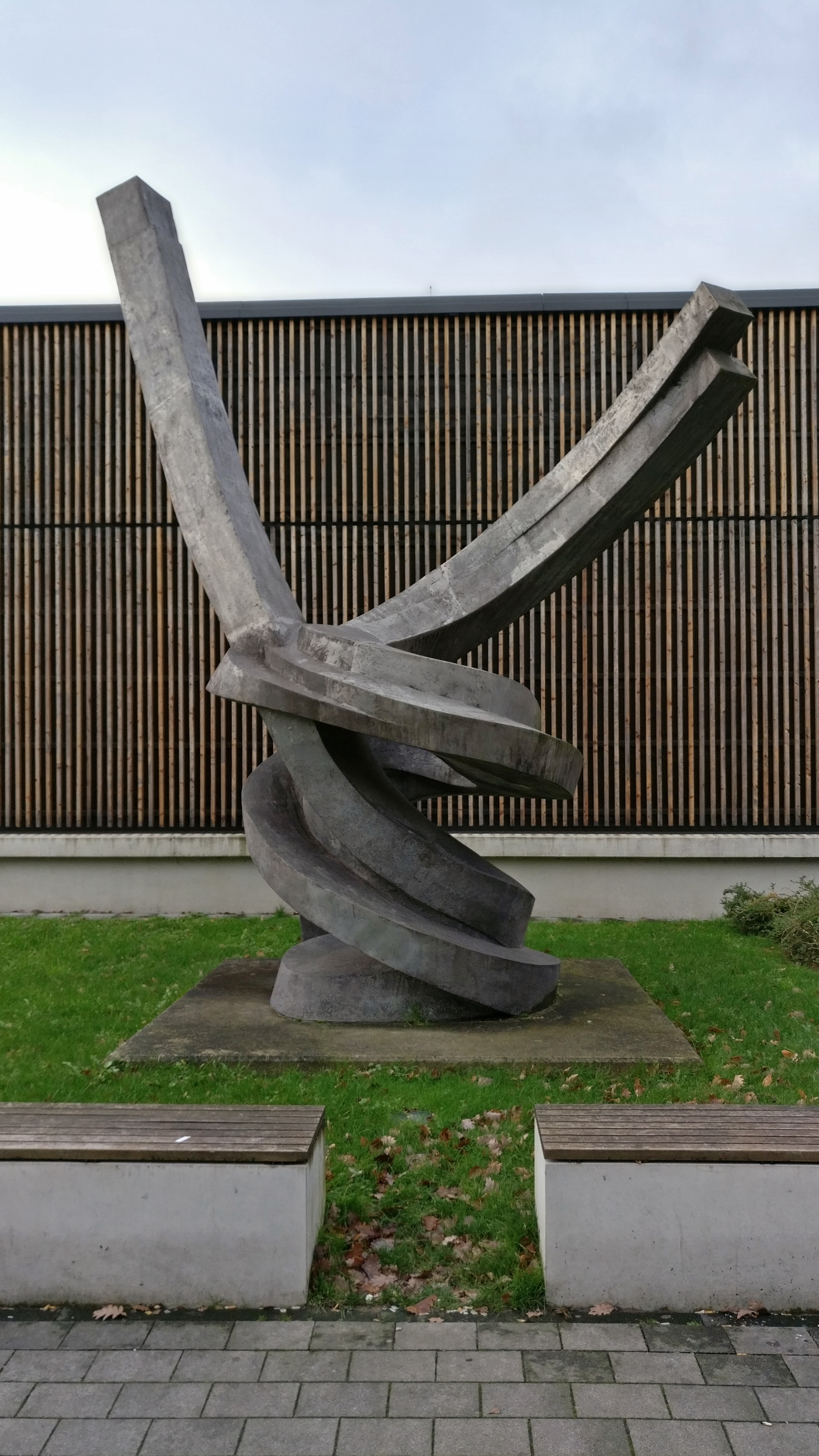
Dynamische Form, 1965
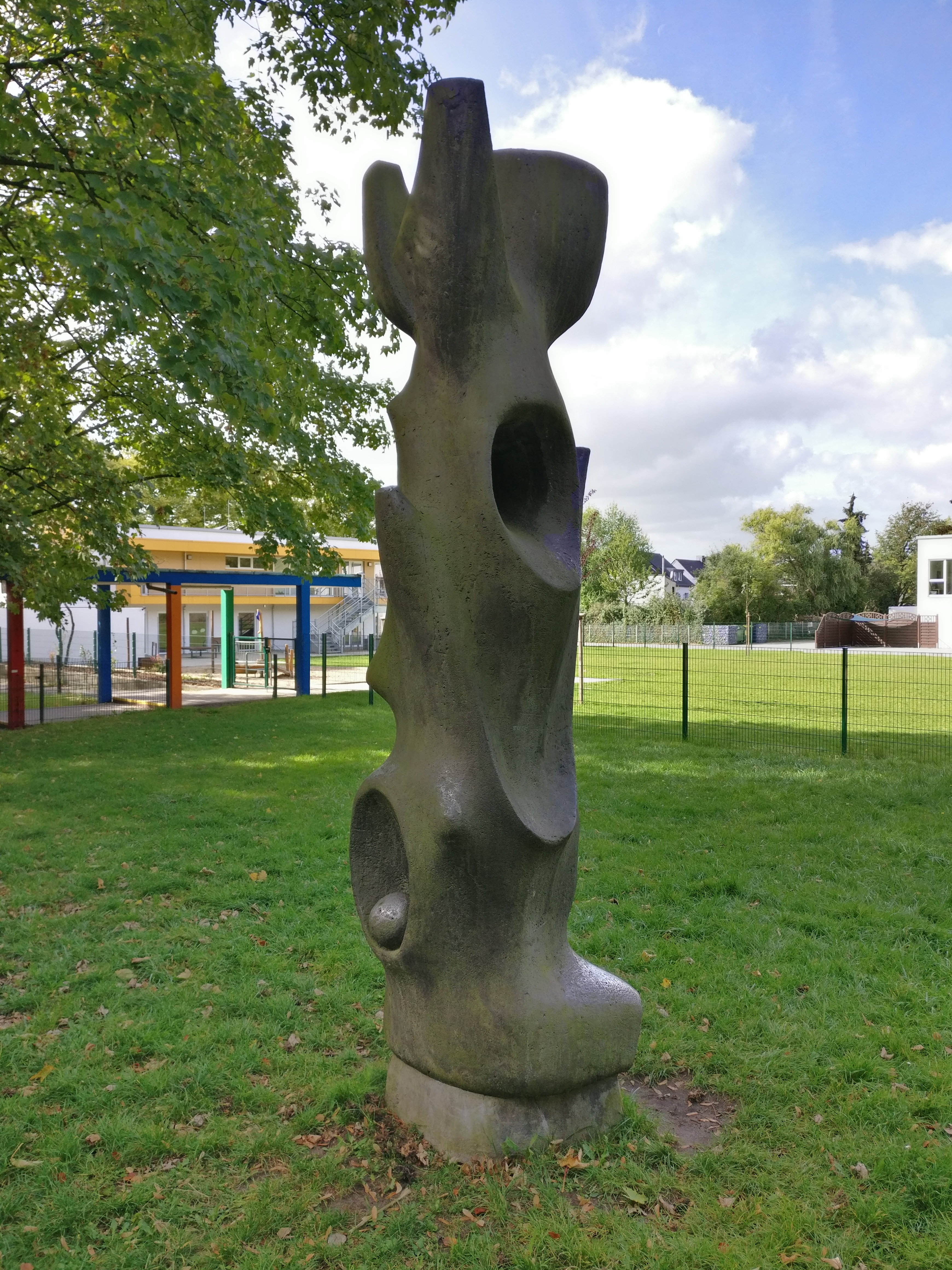
Blühende Form, 1966
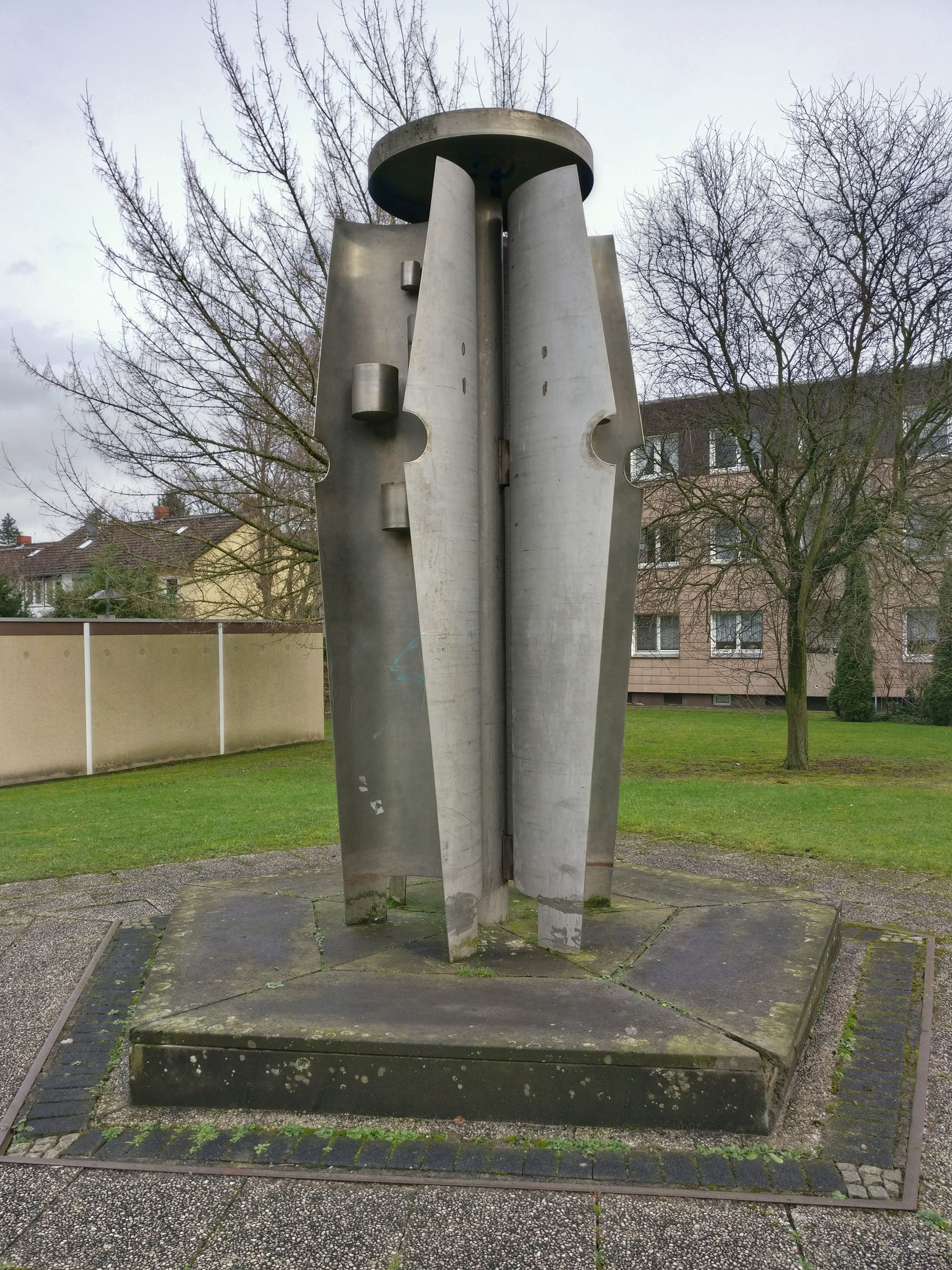
Konvex - Konkav, 1970
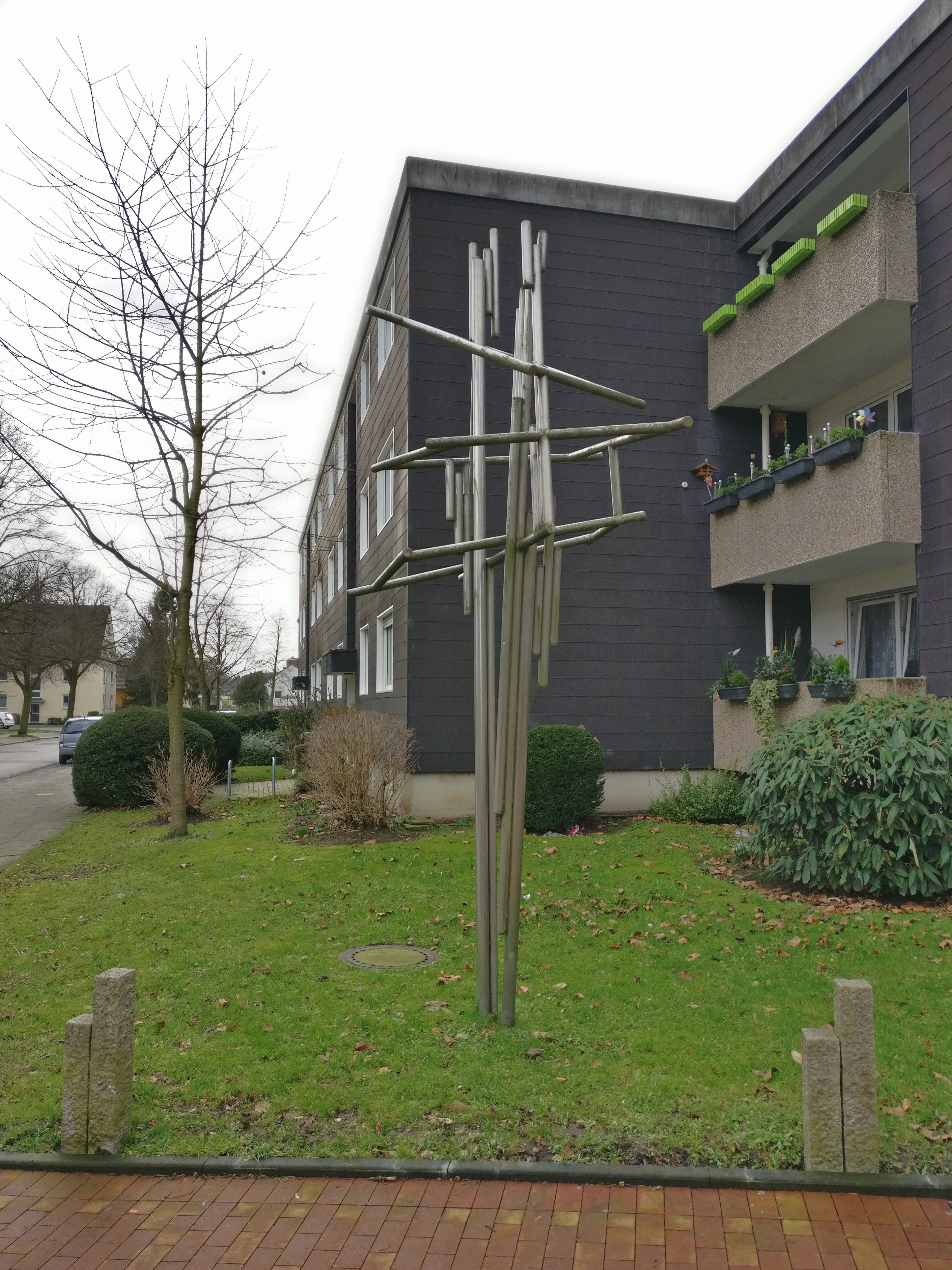
Konstruktion, 1975
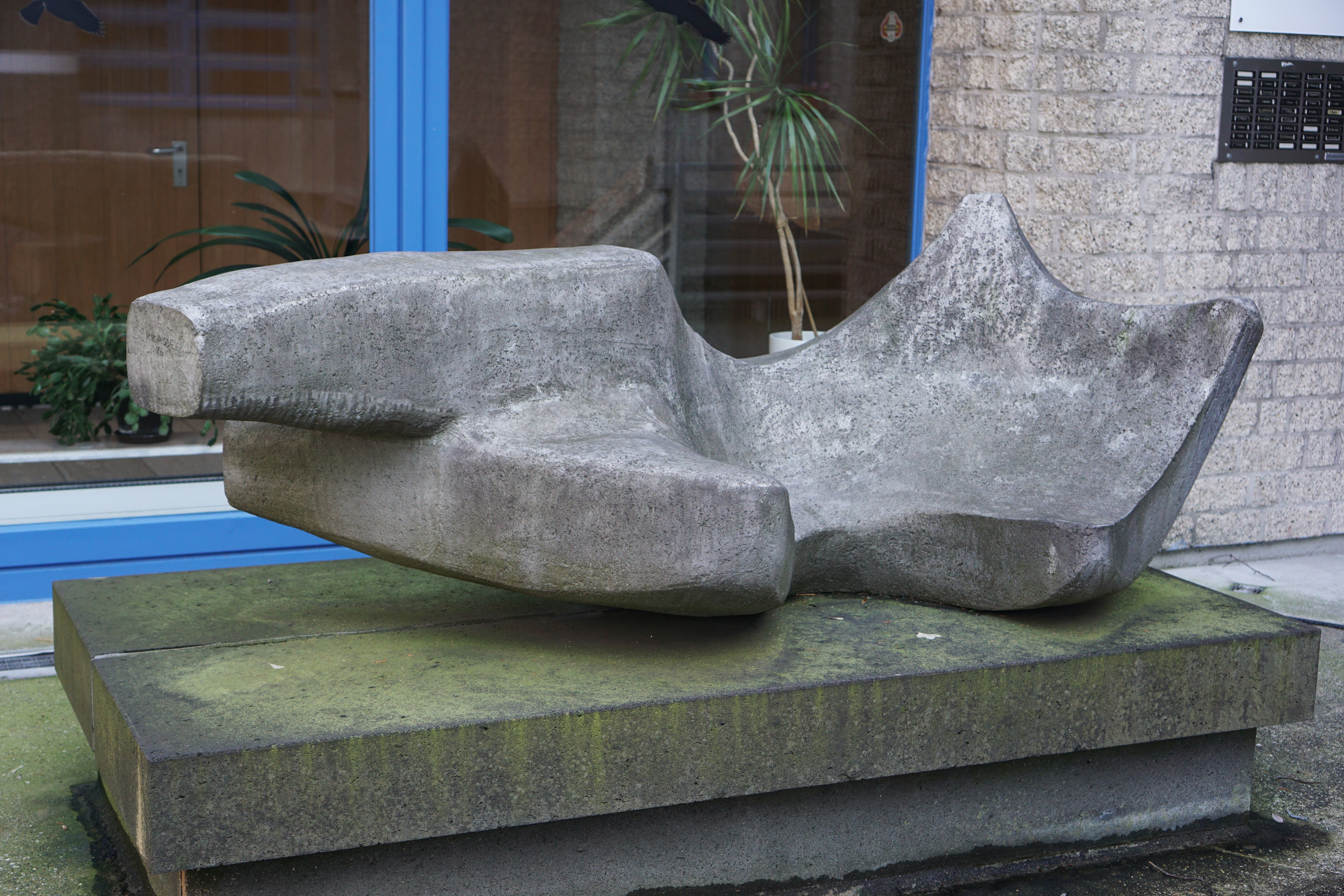
Liegender Torso, 1976
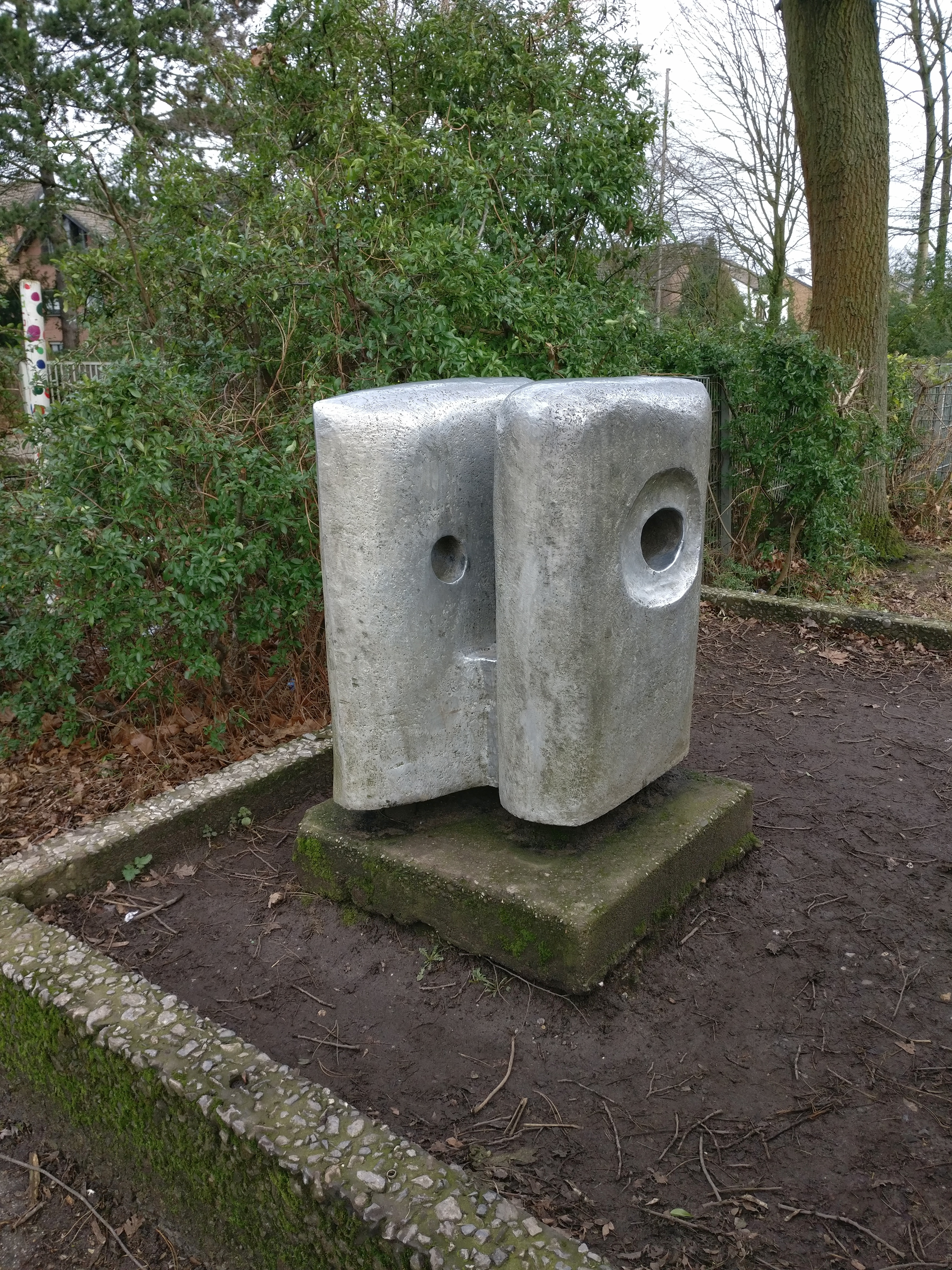
Januskopf, 1978
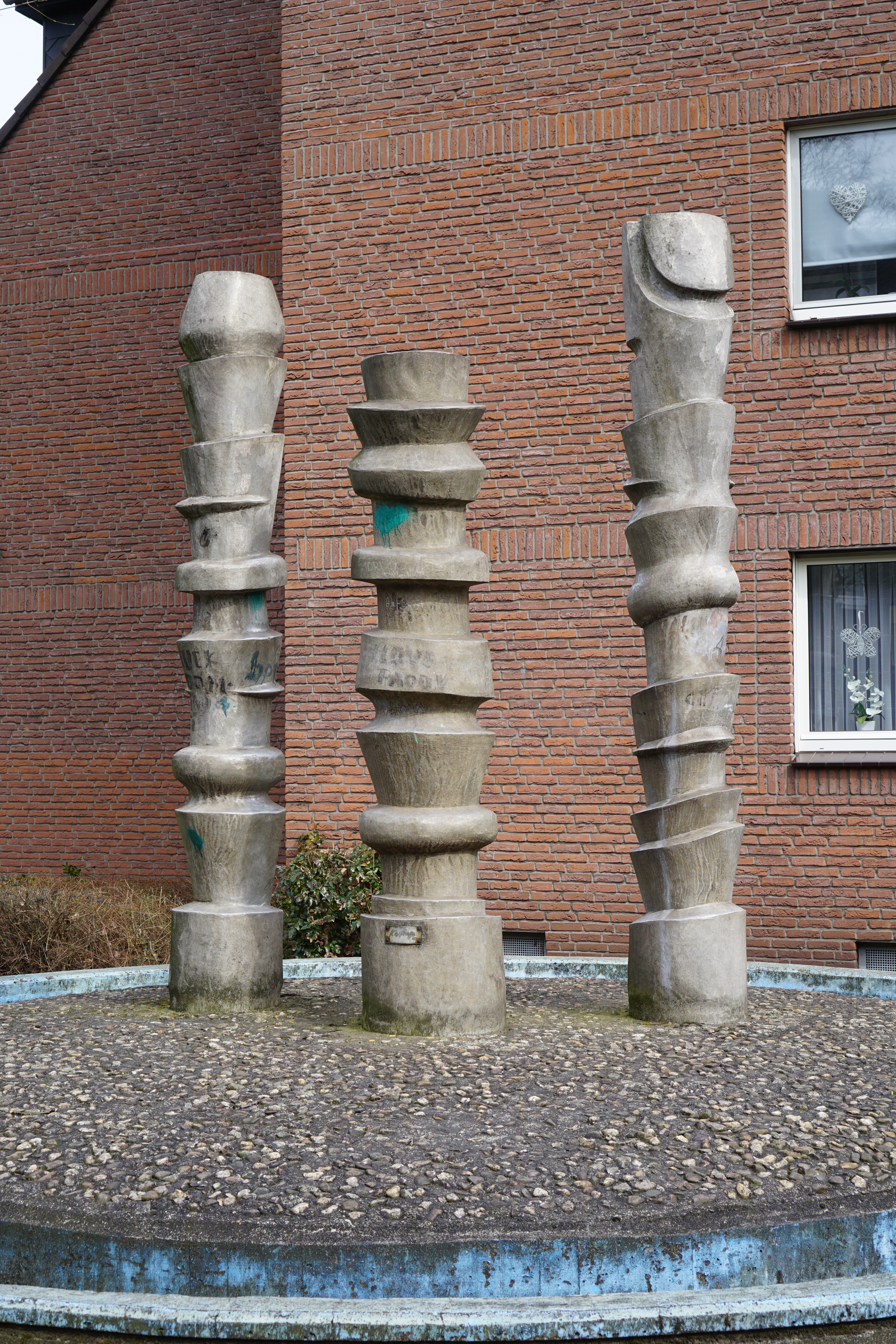
Brunnenplastik 1980
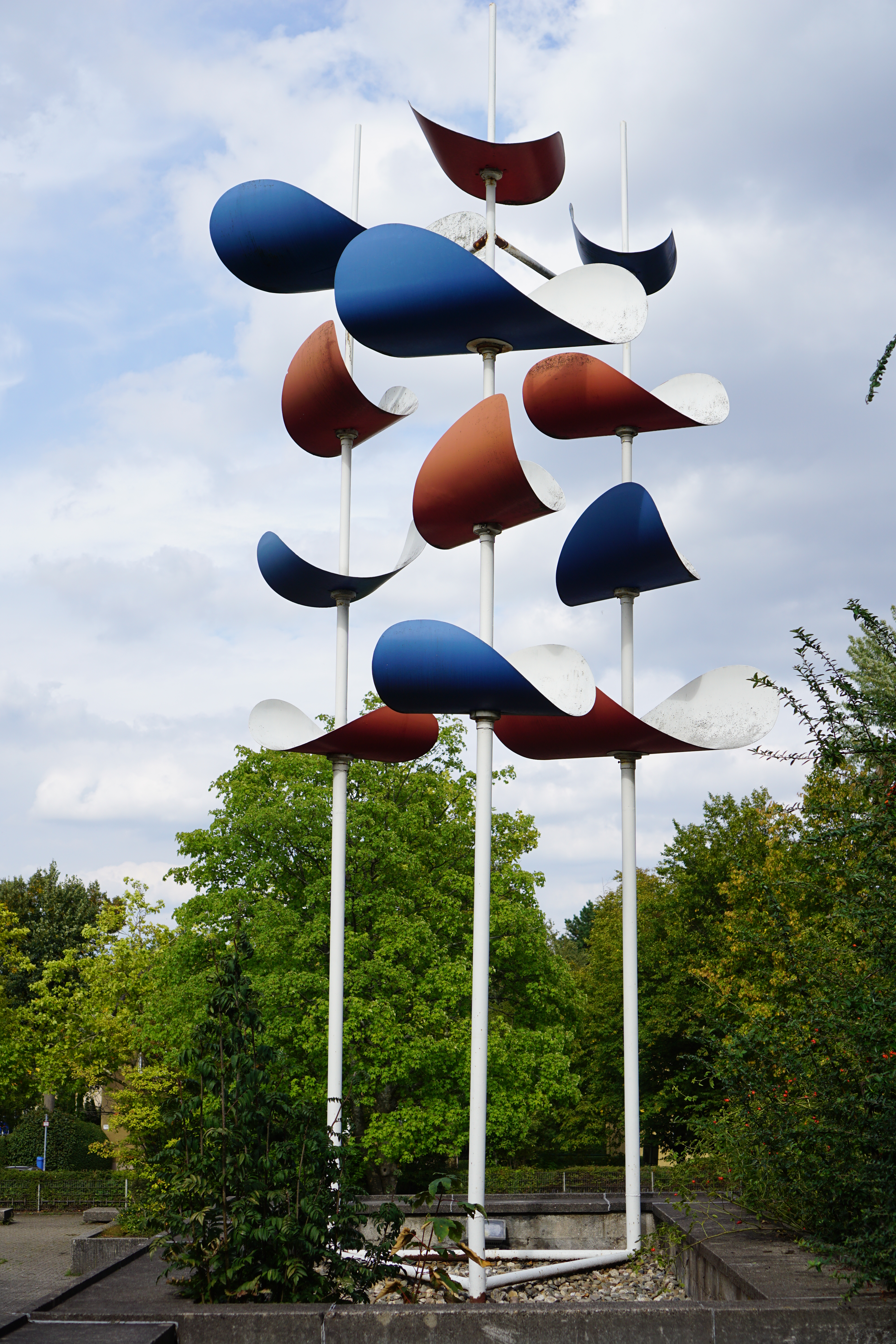
Windspiel, 1982